# Doge

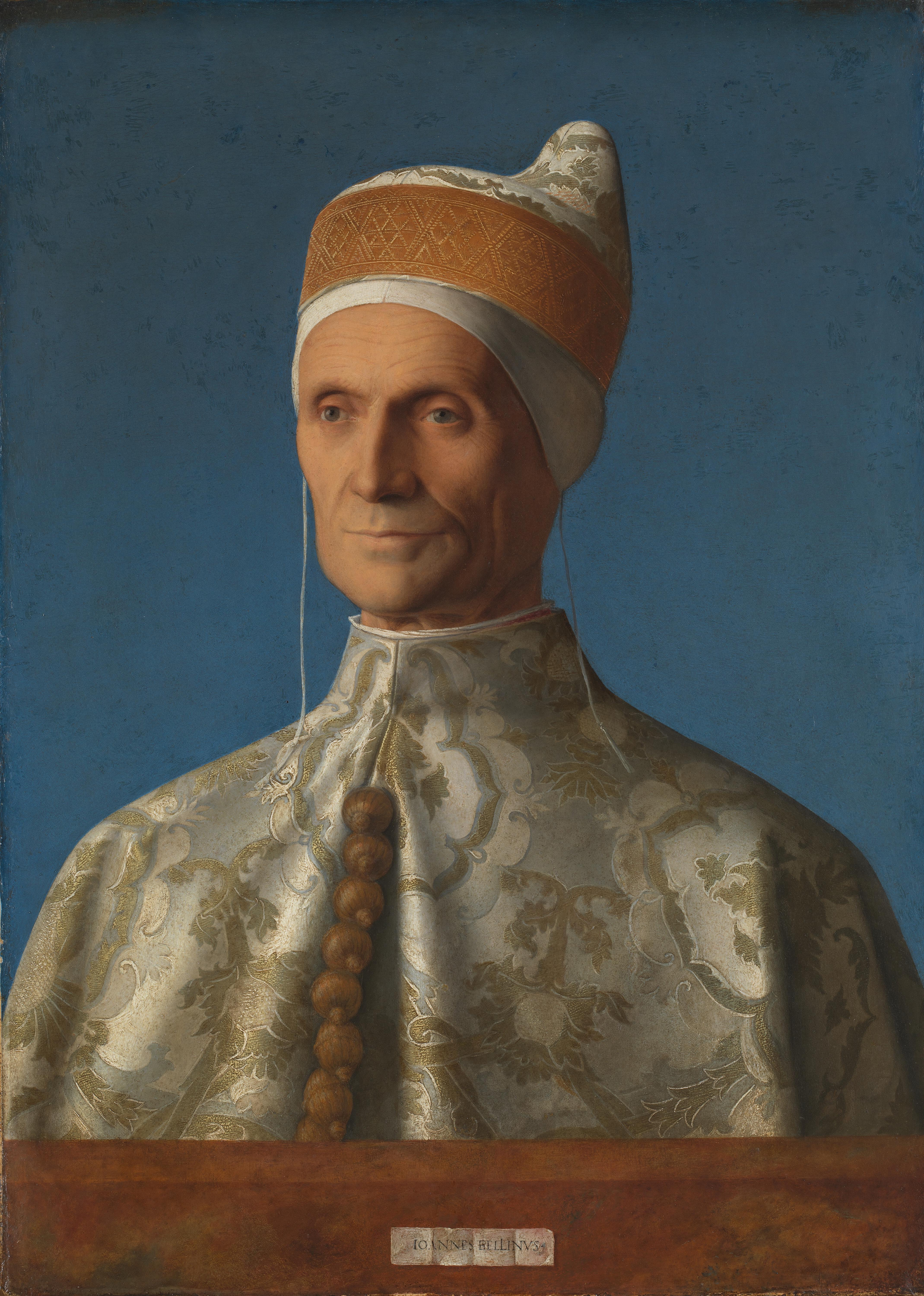
Leonardo Loredan (1501), Doge de Veneza, retrato de Giovanni Bellini, usando o corno ducale, o chapéu ducal que simbolizava seu escritório.

Um doge (/doʊdʒ/ DOHJ, italiano: [ˈdɔːdʒe]; plural dogi ou doges) foi um senhor eleito e chefe de Estado em várias cidades-estado italianas, notavelmente Veneza e Gênova, durante a Idade Média e Renascentista. Tais estados são referidos como "repúblicas coroadas".

## Etimologia
A palavra é da língua veneziana, chegando ao inglês através do francês. Doge, juntamente com a palavra inglesa duque e o duce italiano, duca (masculino) e duchessa (feminino) descendem do latim dux, que significa "líder espiritual" ou "comandante militar". No entanto, as palavras duce e duca não são intercambiáveis. Além disso, Duca (duque) é um título aristocrático e hereditário. A esposa de um doge é chamada de Dogaressa e o escritório do doge é chamado de dogeship.